# Großradl
Großradl là một đô thị thuộc huyện Deutschlandsberg thuộc bang Steiermark, nước Áo. Đô thị Großradl có diện tích 32 km², dân số thời điểm năm 2005 là 1464 người.